# Rainer Bauert
Rainer Bauert (* 10. August 1962 in Offenburg) ist ein ehemaliger deutscher Handballspieler.

## Werdegang
Bauert spielte in der Handball-Bundesliga für den TuS Hofweier und den TV Niederwürzbach. Bauert kam auf Linksaußen zum Einsatz, ihn zeichneten Schnelligkeit, Trainingsfleiß, Vielseitigkeit und Kampfgeist aus. Der beruflich als Polizist tätige Bauert wurde 1984 erstmals in die bundesdeutsche A-Nationalmannschaft berufen.
Nach seiner Spielerlaufbahn war Bauert zeitweise als Trainer tätig, 2002 führte er den TV Willstätt zum Aufstieg in die Oberliga.